# Degerhamn
Degerhamn ist ein zur Gemeinde Mörbylånga gehörender Ort (tätort) auf der schwedischen Insel Öland in der Provinz Kalmar län und der historischen Provinz Öland.
Der Ort liegt im Südwesten der Insel am Kalmarsund. Östlich des Orts verläuft die Landstraße 136. Östlich von dieser erstreckt sich das Stora Alvaret.

## Wirtschaft
Degerhamn ist anders als die meisten anderen Orte Ölands industriell geprägt. Bereits 1723 wurde hier aus Ölandschiefer Alaun gewonnen, der zeitweise bis nach Russland exportiert wurde. Das alte Alaunwerk ist noch als Ruine erhalten.
Heute ist in Degerhamn eine Zement-Fabrik ansässig. Der Ort verfügt auch über einen Fischereihafen.

## Sehenswürdigkeiten
Auf dem Gebiet der Gemeinde liegt die in der Wikingerzeit errichtete Wallanlage Eketorp.